# Torrent Salat (Vilanoveta)
|  | Aquest article tracta sobre corrent fluvial del Pallars Jussà. Vegeu-ne altres significats a «Torrent Salat». |

El torrent Salat és un barranc o torrent del terme de Conca de Dalt, al Pallars Jussà, dins dels antics termes d'Hortoneda de la Conca i d'Aramunt.
Es forma al sud-oest del Serrat Gros, al nord de la partida de Viars, a la de la Vinya, des d'on davalla cap al sud-oest, per adreçar-se a la llau de Cotura, on s'aboca en quasi 500 metres de recorregut que discorren a ponent de Viars i a llevant de la Borda de Cotura. Els darrers metres, just abans d'abocar-se en la borda de Cotura, entra en terres de l'antic terme d'Aramunt.